# Ebersecken
Ebersecken (toponimo tedesco) è una frazione di 369 abitanti del comune svizzero di Altishofen, nel distretto di Willisau (Canton Lucerna).

## Storia
Già comune autonomo che si estendeva per 8,56 km² e che comprendeva anche l'exclave di Lingi, il 1º gennaio 2020 è stato accorpato a quello di Altishofen.

### Simboli
Il cinghiale (in tedesco Eber) è un'arma parlante con riferimento al nome del comune; lo sfondo azzurro e argento sottolinea l'appartenenza al Canton Lucerna.

## Monumenti e luoghi d'interesse
- Cappella cattolica di Santa Caterina, eretta nel 1731[1].

## Società

### Evoluzione demografica
L'evoluzione demografica è riportata nella seguente tabella:
Abitanti censiti

## Economia
L'economia locale si basa prevalentemente sull'agricoltura.